# Monaco (banda)
Monaco é uma banda de rock inglesa, originalmente formada em 1995 como um projeto paralelo do baixista do New Order Peter Hook, junto com David Potts, o único membro remanescente do projeto paralelo anterior de Hook, Revenge. O grupo é mais conhecido pelo single " What Do You Want From Me? " De 1997 e pelo álbum do qual foi tirado, Music for Pleasure, que vendeu mais de meio milhão de cópias.
Em julho de 2019, Hook anunciou que a banda voltaria, apresentando uma nova faixa de Mônaco "Higher, Higher, Higher Love" durante o show 'Joy Division Orchestrated' de Peter Hook e The Light no Royal Albert Hall de Londres.

## Álbuns de estúdio
| Ano  | Detalhes do álbum                                                           | Posições do gráfico | Posições do gráfico | Posições do gráfico |
| Ano  | Detalhes do álbum                                                           | Reino Unido         | AUS                 | SWE                 |
| ---- | --------------------------------------------------------------------------- | ------------------- | ------------------- | ------------------- |
| 1997 | Music for Pleasure - Lançado: 9 de junho de 1997 - Etiqueta: Polydor        | 11                  | 127                 | 33                  |
| 2000 | Monaco - Lançado: 21 de agosto de 2000 - Rótulo: Papillion / Chrysalis: EMI | 84                  | -                   | -                   |

## Singles
| Título                                               | Data de lançamento | Reino Unido | AUS | US Mod. Rock | US Airplay | Álbum              |
| ---------------------------------------------------- | ------------------ | ----------- | --- | ------------ | ---------- | ------------------ |
| "What Do You Want from Me?"                          | Março de 1997      | 11          | 75  | 24           | 61         | Music for Pleasure |
| "Sweet Lips"                                         | Maio de 1997       | 18          | 131 | -            | -          | Music for Pleasure |
| "Shine (Someone Who Needs Me)"                       | Setembro 1997      | 55          | 230 | -            | -          | Music for Pleasure |
| "I've Got a Feeling" (retirado no Reino Unido)       | Julho de 2000      | -           | -   | -            | -          | Monaco             |
| "See-Saw" (lançamento limitado apenas em vinil 12 ") | Março de 2001      | -           | -   | -            | -          | Monaco             |